# Ceratades
Ceratades (en llatí Coeratadas, en grec antic Κοιρατάδας) fou un militar tebà, comandant d'una força beòcia sota l'espartà Clearc, governador de Bizanci, quan la ciutat era assetjada pels atenencs l'any 408 aC.
Clearc va anar a buscar ajut econòmic a la satrapia de Farnabazos II i va deixar el comandament a Helixos de Mègara i a Ceratades, que aviat es van haver de rendir quan un partit de la ciutat va obrir les portes a Alcibíades. Fets presoners, van ser enviats a Atenes i al desembarcar al Pireu, Ceratades es va poder escapar i va arribar a Decèlia, segons diuen Xenofont, Diodor de Sicília i Plutarc.
L'any 400 aC quan l'Expedició dels deu mil en la seva retirada va arribar a Bizanci, Ceratades, que anava a buscar feina com a general, es va fer elegir per ells com a comandant, amb la promesa de portar-los a Tràcia en una expedició profitosa i els va prometre moltes provisions. Aviat es va descobrir que no tenia mitjans per acomplir allò que havia promès i va haver de renunciar al comandament.